# 晋西工业
37°53′30″N 112°29′44″E / 37.89169°N 112.49552°E
中国兵器晋西工业集团有限责任公司，前身是始建于1948年的晋西机器厂（国营743厂），位于山西省太原市万柏林区，隶属中国兵器工业集团。（晋西车轴，上交所：600495）

## 历史
- 1948年9月1日，在平山县成立兵工厂。
- 1949年7月，迁址太原。
- 1979年1月，首批铁路车轴下线。
- 2000年12月25日，整体改制为股份公司，正式更名为晋西机器工业集团有限责任公司。
- 2000年12月27日，成立晋西车轴股份有限公司。
- 2004年5月26日，晋西车轴在上海证券交易所挂牌上市。[1]

## 成员单位
- 晋西车轴股份有限公司
- 山西江阳化工有限责任公司
- 山西利民工业有限责任公司
- 河北第二机械工业有限公司
- 山西春雷铜材有限责任公司
- 太原晋西春雷铜业有限公司
- 包头北方铸钢有限责任公司